# Mirafra gilletti
Mirafra gilletti е вид птица от семейство Чучулигови (Alaudidae).

## Разпространение
Видът е разпространен в Етиопия, Кения и Сомалия.